# Huang Guan Shan
Le Huang Guan Shan (chinois : 皇冠山 ; pinyin : Huáng Guān Shān ; litt. « montagne de la couronne de l'empereur »), également appelé en anglais Crown Peak, est une montagne chinoise atteignant 7 295 mètres d'altitude et le point culminant du Yengisogat (en) dans la chaîne du Karakoram.
La première ascension du Huang Guan Shan est réalisée en 1993 par une expédition du club alpin japonais menée par Kazuo Tokushima.